# Marisa Paredes
María Luisa Paredes Bartolomé, beter bekend als Marisa Paredes (Madrid, 3 april 1946 – aldaar, 17 december 2024) was een Spaanse actrice. In Spanje was ze zeer bekend en ook invloedrijk in de landelijke filmindustrie. In andere landen was ze vooral bekend vanwege de vijf films die ze maakte met de regisseur Pedro Almodóvar.

## Biografie
Paredes was als kind al zeer geïnteresseerd in het theater, en in 1960, toen ze nog maar veertien jaar oud was, speelde ze haar eerste filmrol. Een jaar later werd ze toegelaten tot een prestigieuze theatergroep onder leiding van Conchita Montes. Via deze weg leerde ze steeds meer mensen kennen en bleef haar talent niet onopgemerkt. Opvallend is dat ze een enorme productie als actrice op haar naam heeft staan, naast tientallen films heeft ze ook aan zeer veel theaterstukken en televisieprogramma's meegedaan. Voor haar hoofdrol in de film La flor de mi secreto werd ze onderscheiden met de Goya voor de beste actrice. Dit bracht haar de mogelijkheid om ook in niet-Spaanse producties te werken, zo is ze daarna te zien geweest in enkele Franse films en ook in de oscarwinnende film La vita è bella van Roberto Benigni.
Van 2000 tot 2003 was ze voorzitster van de Spaanse Filmacademie. Marisa Paredes was ongehuwd en had een dochter uit een eerdere relatie.

## Filmografie
Uitgezonderd korte films en televisiefilms.
| Filmografie als actrice |                                      |
| Jaar                    | Titel                                |
| 1960                    | 091 Policía al habla                 |
| 1960                    | Los económicamente débiles           |
| 1961                    | Canción de cuna                      |
| 1962                    | Gritos en la noche                   |
| 1963                    | Llegar a más                         |
| 1965                    | El mundo sigue                       |
| 1966                    | Las salvajes en Puente San Gil       |
| 1967                    | La tía de Carlos en mini-falda       |
| 1967                    | Los chicos con las chicas            |
| 1968                    | Réquiem para el gringo               |
| 1968                    | Tinto con amor                       |
| 1969                    | No disponible                        |
| 1969                    | Carola de día, Carola de noche       |
| 1969                    | La Revoltosa                         |
| 1969                    | El señorito y las seductoras         |
| 1970                    | Fray Dólar                           |
| 1971                    | Goya, historia de una soledad        |
| 1971                    | Pastel de sangre                     |
| 1974                    | Larga noche de julio                 |
| 1977                    | El perro                             |
| 1980                    | Ópera prima                          |
| 1980                    | Sus años dorados                     |
| 1983                    | Entre tinieblas                      |
| 1984                    | Las bicicletas son para el verano    |
| 1986                    | Tras el cristal                      |
| 1986                    | Delirios de amor                     |
| 1986                    | Tata mía                             |
| 1987                    | Cara de acelga                       |
| 1987                    | Mientras haya luz                    |
| 1988                    | Tu novia está loca                   |
| 1989                    | Continental                          |
| 1991                    | Tacones lejanos                      |
| 1992                    | Golem, l'esprit de l'exil            |
| 1992                    | Hors saison                          |
| 1992                    | La reina anónima                     |
| 1993                    | Tierno verano de lujurias y azoteas  |
| 1993                    | Tombés du ciel                       |
| 1995                    | Cronaca di un amore violato          |
| 1995                    | La nave de los locos                 |
| 1995                    | La flor de mi secreto                |
| 1996                    | Trois vies & une seule mort          |
| 1996                    | Profundo carmesí                     |
| 1997                    | Docteur Chance                       |
| 1997                    | La vita è bella                      |
| 1998                    | Préférence                           |
| 1998                    | Le serpent a mangé la grenouille     |
| 1998                    | Talk of Angels                       |
| 1999                    | Todo sobre mi madre                  |
| 1999                    | El coronel no tiene quien le escriba |
| 1999                    | Jonas et Lila, à demain              |
| 2000                    | Leo                                  |
| 2001                    | El espinazo del diablo               |
| 2001                    | Salvajes                             |
| 2002                    | Hable con ella                       |
| 2003                    | Una preciosa puesta de sol           |
| 2003                    | Dans le rouge du couchant            |
| 2004                    | Frío sol de invierno                 |
| 2005                    | Reinas                               |
| 2005                    | Espelho Mágico                       |
| 2007                    | Four Last Songs                      |
| 2008                    | L'Uomo che ama                       |
| 2008                    | 1ª vez 16 mm                         |
| 2009                    | Amores locos                         |
| 2010                    | El dios de madera                    |
| 2010                    | Gigola                               |
| 2011                    | Les yeux de sa mère                  |
| 2011                    | La piel que habito                   |
| 2012                    | Linhas de Wellington                 |
| 2012                    | Photo                                |
| 2013                    | Traumland                            |
| 2015                    | Latin Lover                          |
| 2018                    | Petra                                |
| 2019                    | A pesar de todo                      |
| 2019                    | De sable et de feu                   |